# Калимаки-Катарджу, Николае
Николае Калимаки-Катарджу (Катарджиу) (рум.  Nicolae Calimachi-Catargiu; 24 февраля 1830, Яссы — 9 ноября 1882, Париж) — румынский политический и государственный деятель. Министр иностранных дел Объединённого княжества Валахии и Молдавии в 1869—1870 и 1870—1871 годах. Дипломат. Румынский посол в Лондоне и Париже.

## Биография
Представитель молдавского боярского рода Катарджиу. Сын каймакама Молдавского княжества (октябрь 1858) Стефана Катарджиу. Обучался в Яссах и Париже (1857).
В 1866 году был избран в Учредительное собрание.
В 1876 стал членом литературнго общества Junimea. Активо участвовал в политическом движении.
Дважды назначался министром иностранных дел в правительстве Димитре Гика (28 ноября 1869—1 февраля 1870) и Иона Гика (18 декабря 1870-11 марта 1871 года).
Позже, служил послом во Франции (1875—1876; 1877—1880) и Великобритании (1880—1881). Причиной отзыва его из Лондона, стало раздражение британского правительства в связи с раскрытием тайных переговоров МИД Румынии и несанкционированной публикацией дипломатической переписки между Румынией и другими державами по вопросу целей и политики дунайских государств, что негативно повлияло на интересы Австрии.
В том же году он был вновь командирован в Париж, где и умер в 1882 г.